# Носатов Олександр Михайлович
Носа́тов Олександр Михайлович (нар. 27 березня 1963, Севастополь) — російський воєначальник. Командувач Балтійським флотом з 17 вересня 2016 року, адмірал (2018).

## Біографія
Народився 27 березня 1963 року у Севастополі.
У 1985 рокові закінчив Чорноморське вище воєнно-морське училище імені П. З. Нахімова.
Офіцерську службу почав у званні лейтенанта на Тихоокеанськім флоті, інженером лабораторії цеху технічного обслуговування берегової бази (1985—1986), відтак послідовно обіймав посади командира зенітно-ракетної батареї ескадреного міноносця «Стойкий» (1986—1989), командира зенітного дивізіону ракетно-артилерійської бойової частини ескадронного міноносця «Безбоязненный» (1989—1991), помічника флагманського спеціаліста по ракетній зброї 35-ї дивізії ракетних кораблів (1991—1993), командира ракетно-артилерійської бойової частини ескадреного міноносця «Безбоязненный» (1993—1994), флагманського спеціаліста по ракетній зброї 36-ї дивізії ракетних кораблів (1994—1997), старшого помічника командира гвардійського ракетного крейсера «Варяг» (1997—1998).
У 2000 рокові закінчив Воєнно-морську академію імені Адмірала Флоту Радянського Союзу Н. Г. Кузнецова і був призначений командиром ескадреного міноносця «Швидкий» (2000—2002), потім служив начальником штабу (2002—2005) та командиром (2005—2007) 36-ї дивізії надводних кораблів Тихоокеанського флоту.
У 2006 указом Президента Російської Федерації присвоєно військове звання «контр-адмірал».
У 2009 після закінчення Військової академії Генерального штабу Збройних сил РФ призначений командиром Балтійської військово-морської бази Балтійського флоту. 
Указом Президента РФ від 27 січня 2012 року призначений заступником командувача Чорноморським флотом (змінив на цім посту віце-адмірала Сергія Меняйло), а через рік призначений начальником штабу — першим заступником командувача Чорноморським флотом.
5 травня 2014 року наказом Президента Російської Федерації присвоєно військове звання «віце-адмірал».
З травня по червень 2016 року — начальник Військово-морської академії імені Адмірала Флоту Радянського Союзу Н. Г. Кузнецова.
Після звільнення командувача Балтійським флотом віце-адмірала Віктора Кравчука за серйозні недоліки у роботі, віце-адмірал Олександр Носатов 30 червня 2016 року призначений тимчасово виконувач обов'язків командувача Балтійським флотом. Наказом Президента РФ від 17 вересня 2016 року віце-адмірал Носатов Олександр Михайлович призначений на посаду командувача Балтійським флотом. 
18 жовтня 2016 року йому вручений штандарт командувача Балтійським флотом. Указом Президента Російської Федерації від 12 грудня 2018 року присвоєно військове звання «адмірал».
5 жовтня 2021 року призначений на посаду начальника Головного штабу ВМФ Росії - першого заступника Головнокомандувача ВМФ Росії.

## Санкції
Через підтримку російської агресії та порушення територіальної цілісності України під час російсько-української війни перебуває під персональними міжнародними санкціями різних країн.
З 12 березня 2022 року перебуває під санкціями всіх країн Європейського союзу.
З 16 вересня 2022 року перебуває під санкціями Великої Британії.
З 17 лютого 2015 року перебуває під санкціями Канади.
З 16 березня 2022 року перебуває під санкціями Швейцарії.
З 1 жовтня 2020 року перебуває під санкціями Австралії.
Указом президента України Володимира Зеленського від 21 червня 2018 року перебуває під санкціями України.

## Нагороди
- Орден «За військові заслуги»[14];
- Орден «За морські заслуги» (2011);[15]
- Медаль ордена «За заслуги перед Вітчизною» II ступеня;
- Ювілейна медаль «300 років Російському флоту» (1996);
- Ювілейна медаль «70 років Озброєних Сил СРСР» (1988);
- Медалі «За відзнаку у військовій службі» I #і II ступеня;
- Медаль «За бездоганну службу» III ступеня;
- Медаль «За участь у воєннім параді у День Перемоги»;
- Медаль «За повернення Криму» (2014);
- Медаль «Стратегічне командно-штабное учення „Кавказ 2012“» (2012);
- Медалі СРСР;
- Медалі РФ;
- Почесна грамота Президента Російської Федерації.